# Divinity (gruppo musicale)
I Divinity sono una melodic death metal band di Calgary (Canada) nata nel 1999. Il loro stile musicale include forti influenze post-thrash stile Meshuggah e un alto tasso tecnico nelle composizioni.

## Formazione
- Sean Jenkins - voce
- James Duncan - chitarra
- Sacha Laskow - chitarra
- Nick Foster - basso
- Brett Duncan - batteria

## Discografia

### Demo
- 2002 - The Infinite Cycle
- 2004 - Modern Prophecy

### Album in studio
- 2007 - Allegory
- 2009 - The Singularity

### EP
- 2002 - Intensify
- 2013 - The Immortalist Pt.1 - Awestruck